# Touchback

Spielfeld im American Football

Ein Touchback im American Football liegt vor, wenn bei einem Kickoff, einem Punt oder aber einem Ballverlust (Fumble) der Mannschaft, die versucht diese Endzone zu erreichen, der Ball in die Endzone fliegt oder rollt, bzw. über die Endzone fliegt und nicht durch die gegnerische Mannschaft aus der Endzone herausgetragen wird.
Eine Interception in der eigenen Endzone ist, wenn der Ballträger nicht aus der Endzone herausläuft und der Spielzug darin endet, ein Touchback und kein Safety. Ein weiterer Spezialfall, der als Touchback gewertet wird, ist ein Fumble, bei welchem der Spieler den Ball vor der gegnerischen Endzone verliert, dieser dann aber an den Pylon trifft oder in der Endzone das Feld verlässt.
Danach wechselt der Ballbesitz und der nächste Spielzug beginnt an der 20-Yard-Linie der neuen Angriffsmannschaft. In der National Football League beginnt der nächste Versuch seit der Saison 2016, zunächst testweise und seit 2018 dauerhaft, an der 25-Yard-Linie, sofern der Touchback nach einem Kickoff erfolgt. Nach einem Punt beginnt er wie zuvor bei der 20-Yard-Linie.

## Quelle
- Stephan Faust: American Football: die offiziellen Regeln; Wissenswertes von A bis Z. Falken Verlag, Niedernhausen 1996, ISBN 3-8068-1673-5.